# خانکوک (فردوس)
روستای خانکوک، مرکز دهستان خانکوک از توابع بخش مرکزی شهرستان فردوس است.
این روستا، بر اساس سرشماری سال ۱۳۹۵، ۱٬۰۹۹ نفر جمعیت داشته که نسبت به سرشماری ۱۰ سال قبل (۹۲۶ نفر در سال ۱۳۸۵)، رشد سالانه حدود ۱٫۷ درصد داشته‌است.
براساس لغت نامه دهخدا، خانکوک مرکز دهستان خانکوک بخش حومه شهرستان فردوس، دارای ۶۵۳ تن سکنه می‌باشد که شیعی مذهب و یک باب دبستان دارد. محصولاتش غلات، ارزن و پنبه است.
در حال حاضر، این روستا دارای چهار مدرسه (ابتدایی و متوسطه اول) و یک پیش دبستانی خصوصی می‌باشد.
از محصولات این روستا می‌توان به پسته و زیره سبز (کَرَبیه) اشاره کرد.

## موقعیت
خانکوک در فاصله ۵ کیلومتری غرب شهر فردوس واقع شده و مردمش به گویش تونی صحبت می‌کنند.

## آثار تاریخی
آب انبار خانکوک